# Звидённый, Евгений Владимирович
Евге́ний Влади́мирович Звидённый (прозвище «Сдвиг»; род. 11 декабря 1968, Владивосток, СССР) — советский и российский рок-музыкант, наиболее известный как бас-гитарист группы «Мумий Тролль».

## Биография
Начал играть на бас-гитаре и клавишах в школьной рок-группе «Азбука». После окончания школы учился в Политехническом институте. Работал художником компьютерной графики в 1991—1993 годах в телекомпании РВК. С 1985 года играл во владивостокских рок-группах «Третья стража» и «Туманный стон», а также записывал альбомы этим и другим коллективам на студиях «Тай-Чу» и «Декада». В 1990 году принимал участие в записи второго магнитоальбома «Муми Тролля» «Делай Ю Ю». Осенью 1996 года получил предложение от группы «Мумий Тролль». Играл в группе с первых концертов во Владивостоке, а позже — с лета 1997 года по 2016 год. Принимал участие в записи альбомов «Точно Ртуть Алоэ» и далее вплоть до альбома 2016 года.
С 2016 года занимается звукозаписью и саунд-продюсированием ряда групп, участвует в проектах друзей — группы Ассоциация, ЖЕЗЛЗ, Босая, Леапард и т. д.
По состоянию на 2020 год — звукорежиссёр театра Геликон-опера в Москве.
Женат. Сыновья Марк (родился в 1999 году) и Мирон (родился в 2011).